# 1391년

## 연호
- 명(明) 홍무(洪武) 24년
- 일본(日本) 남조(南朝) 겐추(元中) 8년
- 일본(日本) 북조(北朝) 메이토쿠(明徳) 2년
- 쩐 왕조(陳朝) 꽝타이(光泰) 4년

## 기년
- 명(明) 태조 홍무제(太祖 洪武帝) 24년
- 고려(高麗) 공양왕(恭讓王) 3년
- 쩐 왕조(陳朝) 순종(順宗) 4년

## 사건
- 과전법을 만듦

- 손실답험법 시행 ~ 1444

## 사망
- 고려의 문신 이림. (?~)
- 고려의 무신 조민수(曺敏修). (1324년~)